# 国贸站 (北京市)
国贸站位于中华人民共和国北京市朝阳区建外街道东三环路与建国路交叉口国贸桥地下，是北京地铁1号线和10号线的地铁换乘站。

## 位置及名称
国贸站位於北京市朝陽區東三環路與建國路交叉口（国贸桥）地下，在复八线规划中被称为大北窑站，1999年开通时更名为国贸站。
此处是北京商务中心区的核心地段，中国国际贸易中心位于其西北侧，车站也因此得名。

## 车站结构
国贸站是1号线和10号线的换乘车站。1号线车站位于国贸桥西侧，采用三跨两柱三层框架结构，全长213.5米，宽21.8米，挖深16.85米；10号线车站位于国贸桥北侧，因受既有国贸桥桥桩和1号线国贸站的限制而设计为单跨双层两洞分离式岛式车站，南端下穿1号线。

### 楼层分布
|                   |  | █ 1号线往古城（永安里）                 |
| 島式 · 開左邊车门 |  |                                         |
|                   |  | █ 1号线往环球度假区（八通线）（大望路） |

|                     |  | █ 10号线外环（金台夕照） |
| 分離式 · 開左邊车门 |  |                          |
| 暗挖式站台层通道    |  |                          |
| 分離式 · 開左邊车门 |  |                          |
|                     |  | █ 10号线内环（双井）     |

### 站厅及换乘
国贸站1号线站厅位于建国门外大街地下，属于贯通式站厅，自动售票机设于站厅东西两端，站厅北侧开有分离的换乘通道出入口，其中1号线至10号线的换乘通道入口位于西侧，10号线往1号线的换乘通道出口位于东侧。10号线站厅位于国贸桥地下，东西两个洞室通过两条通道相连，其中北侧通道位于非付费区内，南侧通道位于付费区内，自动售票机设于站厅北端，换乘通道出入口位于站厅西南。

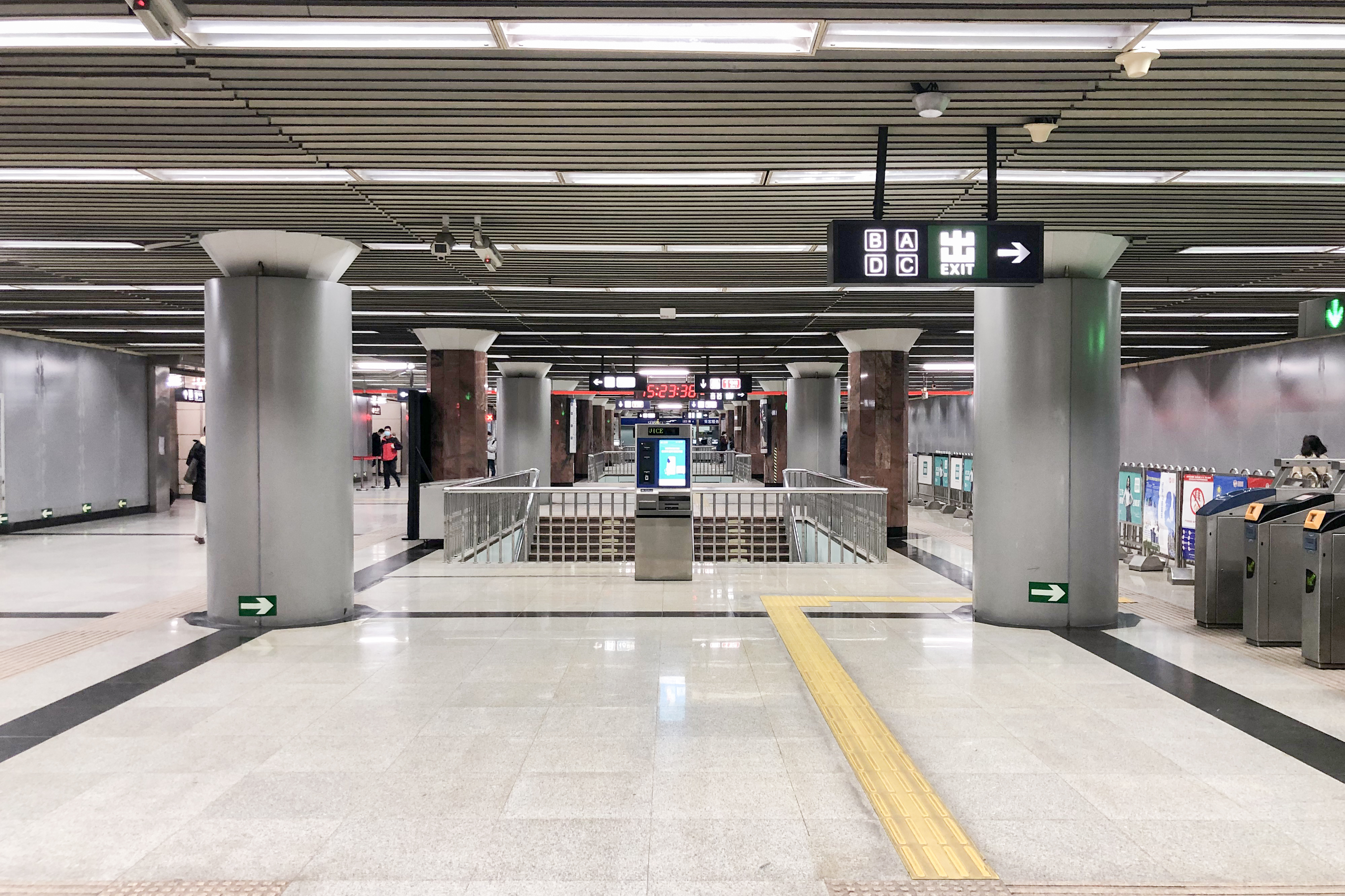
1号线站厅 （2021年3月摄）
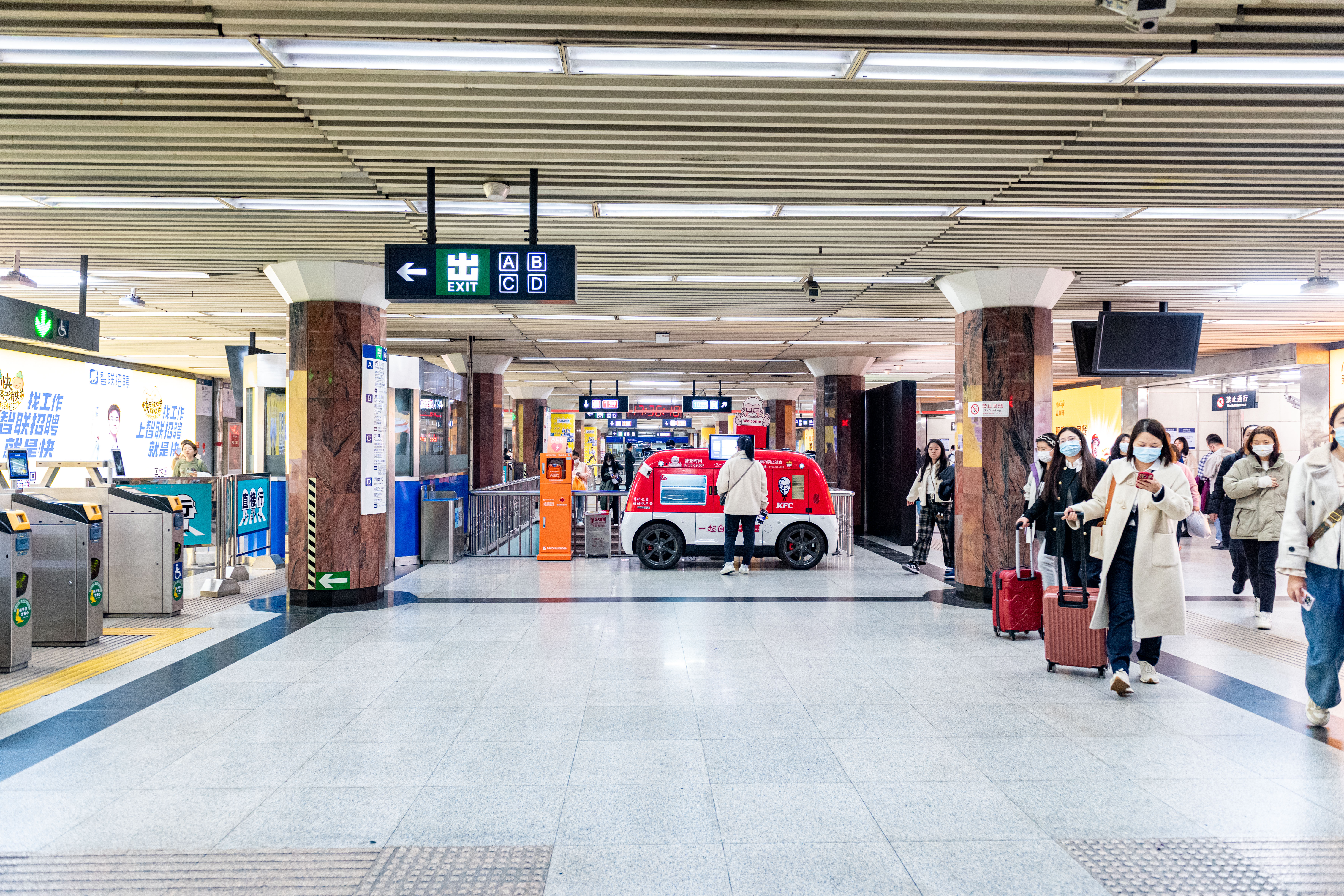
1号线站厅 （2024年3月摄）
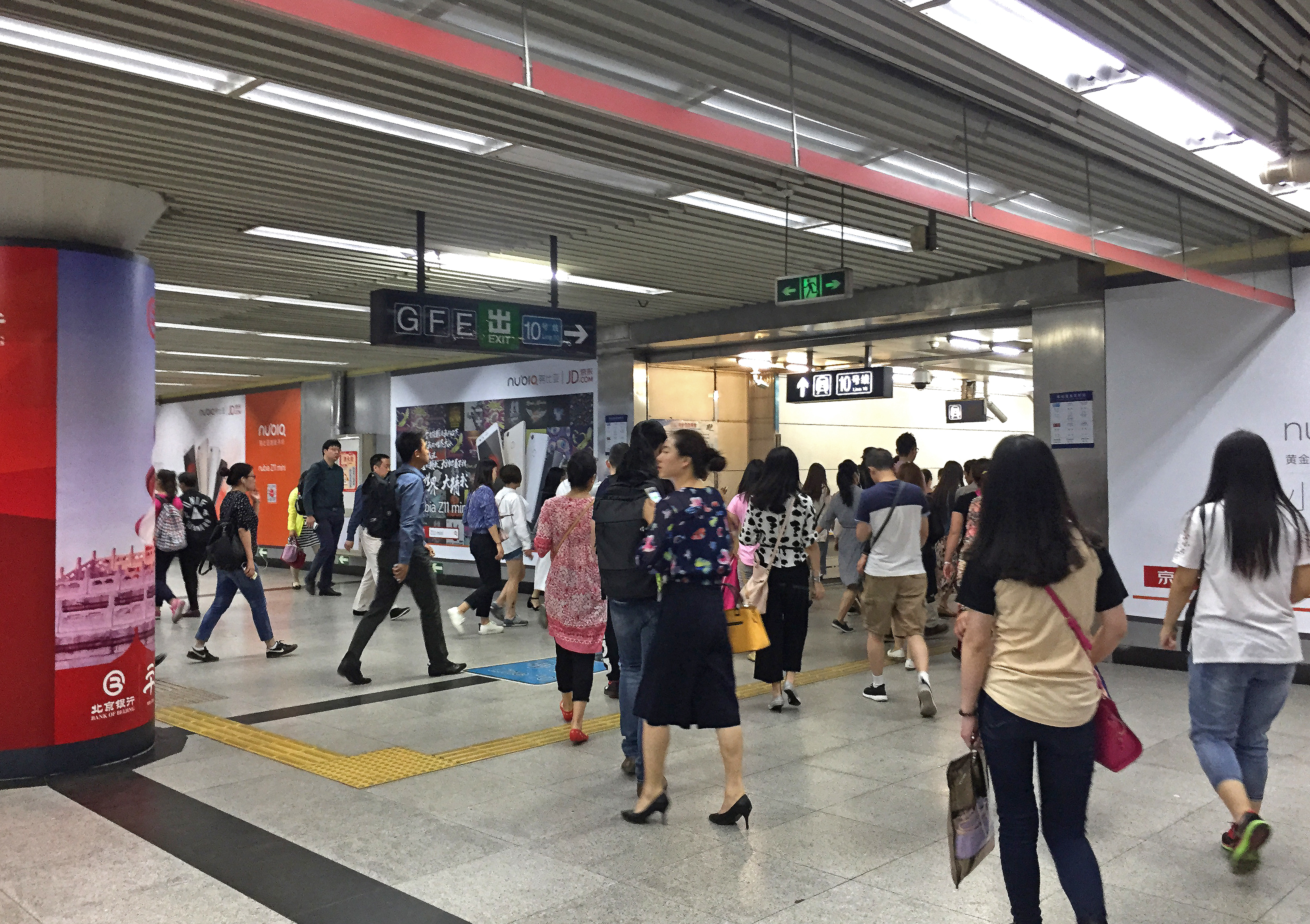
1-10换乘通道入口 （2016年5月摄）
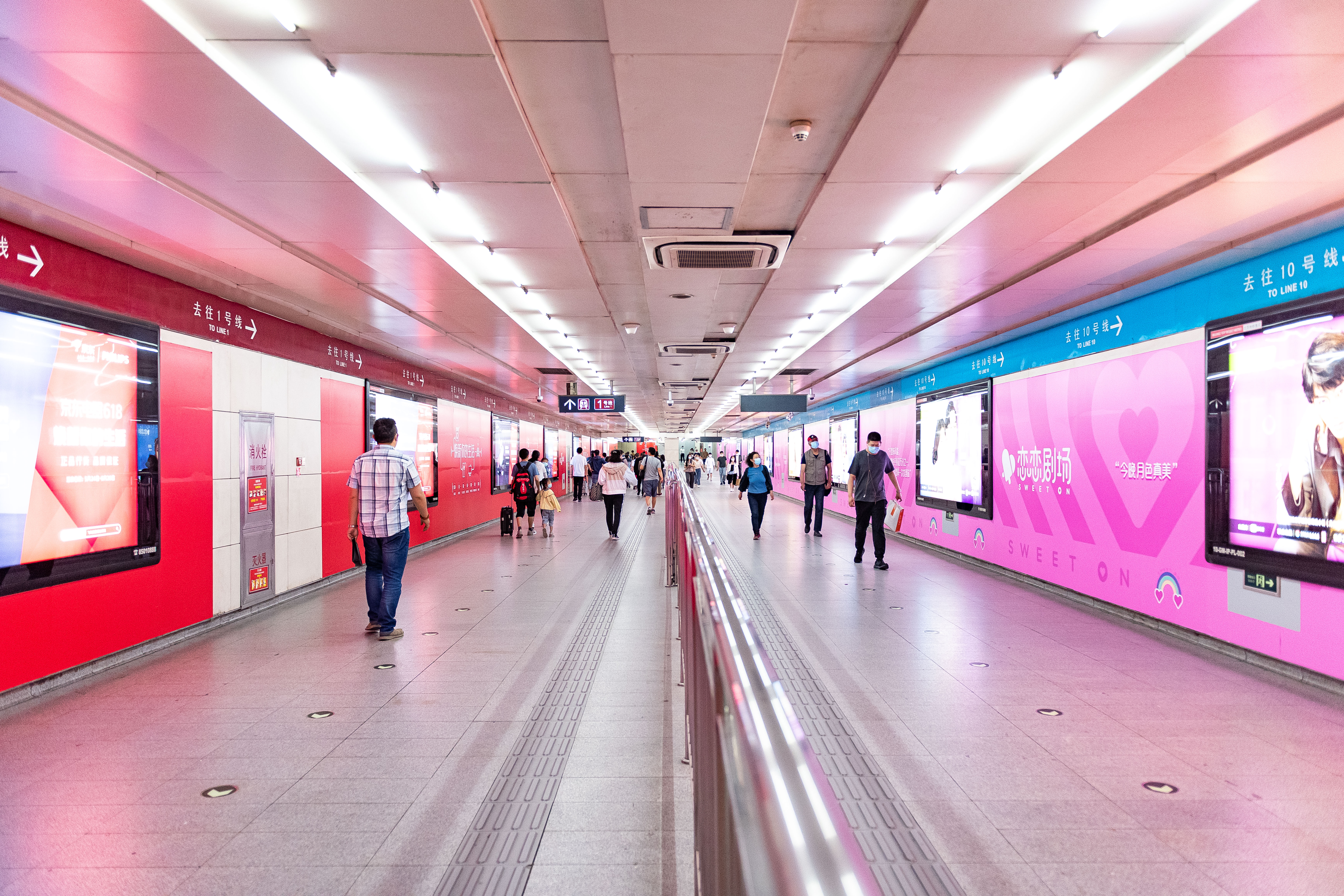
换乘通道内部 （2021年5月摄）
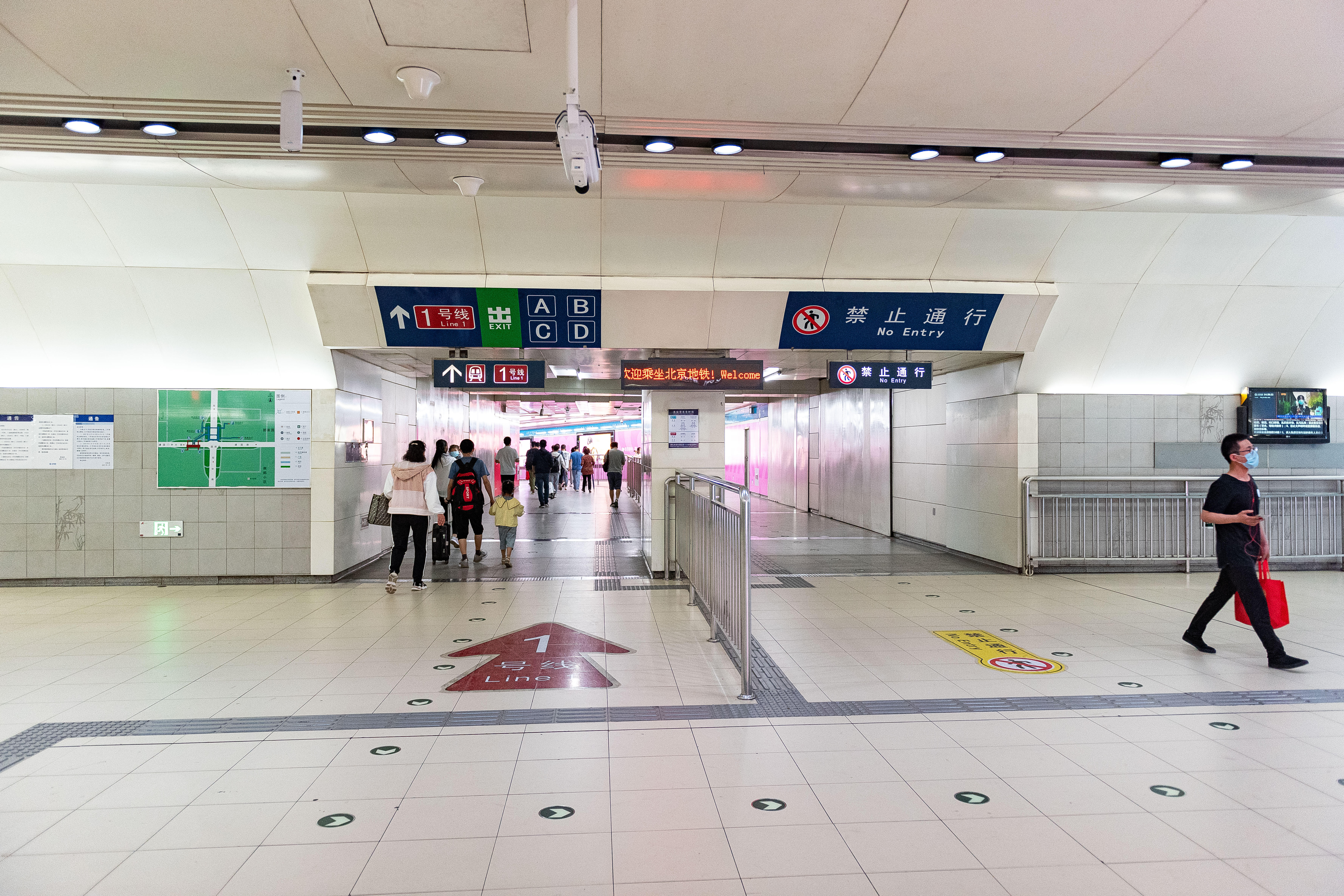
10-1换乘通道入口 （2021年5月摄）
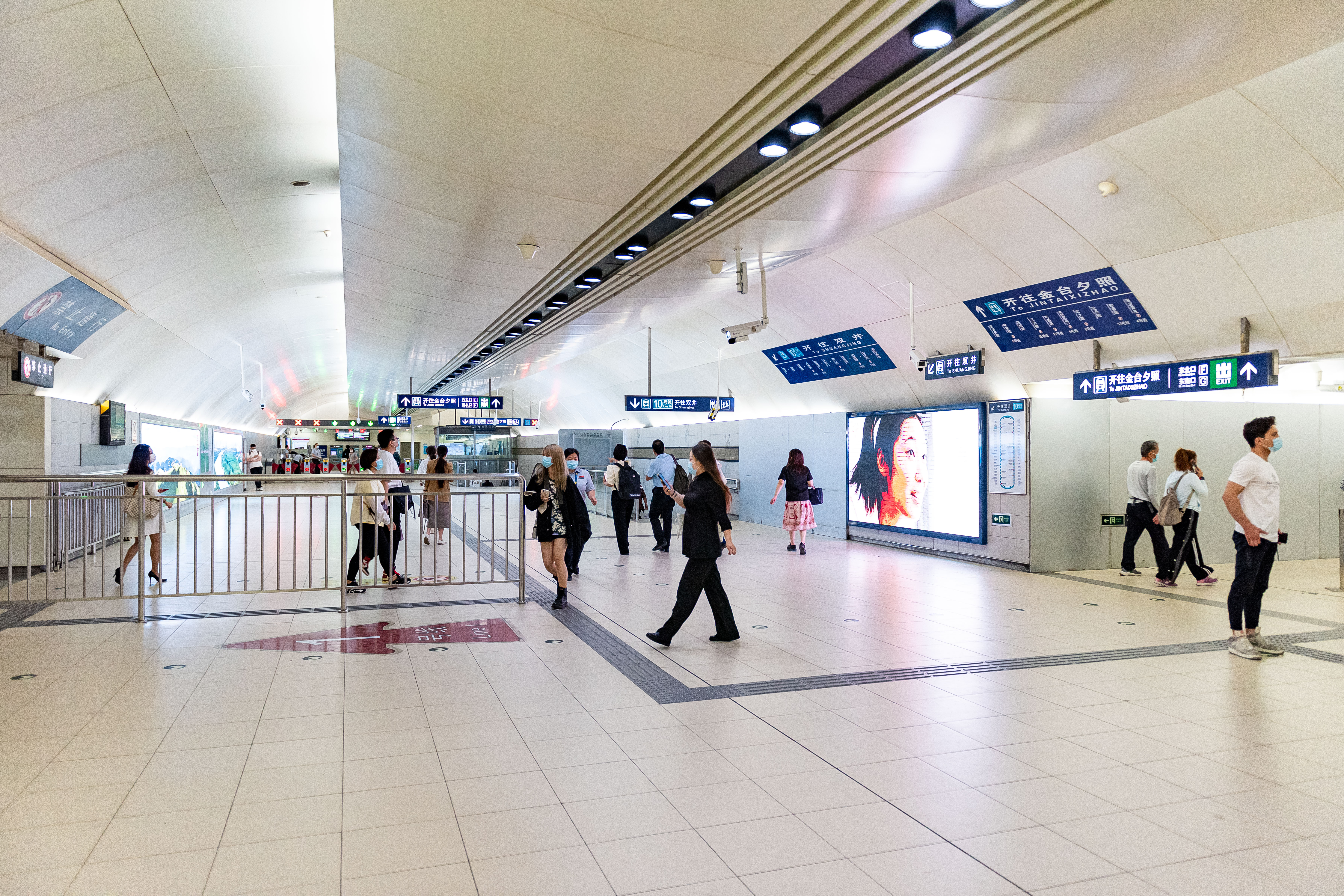
10号线内环方向站厅 （2021年5月摄）
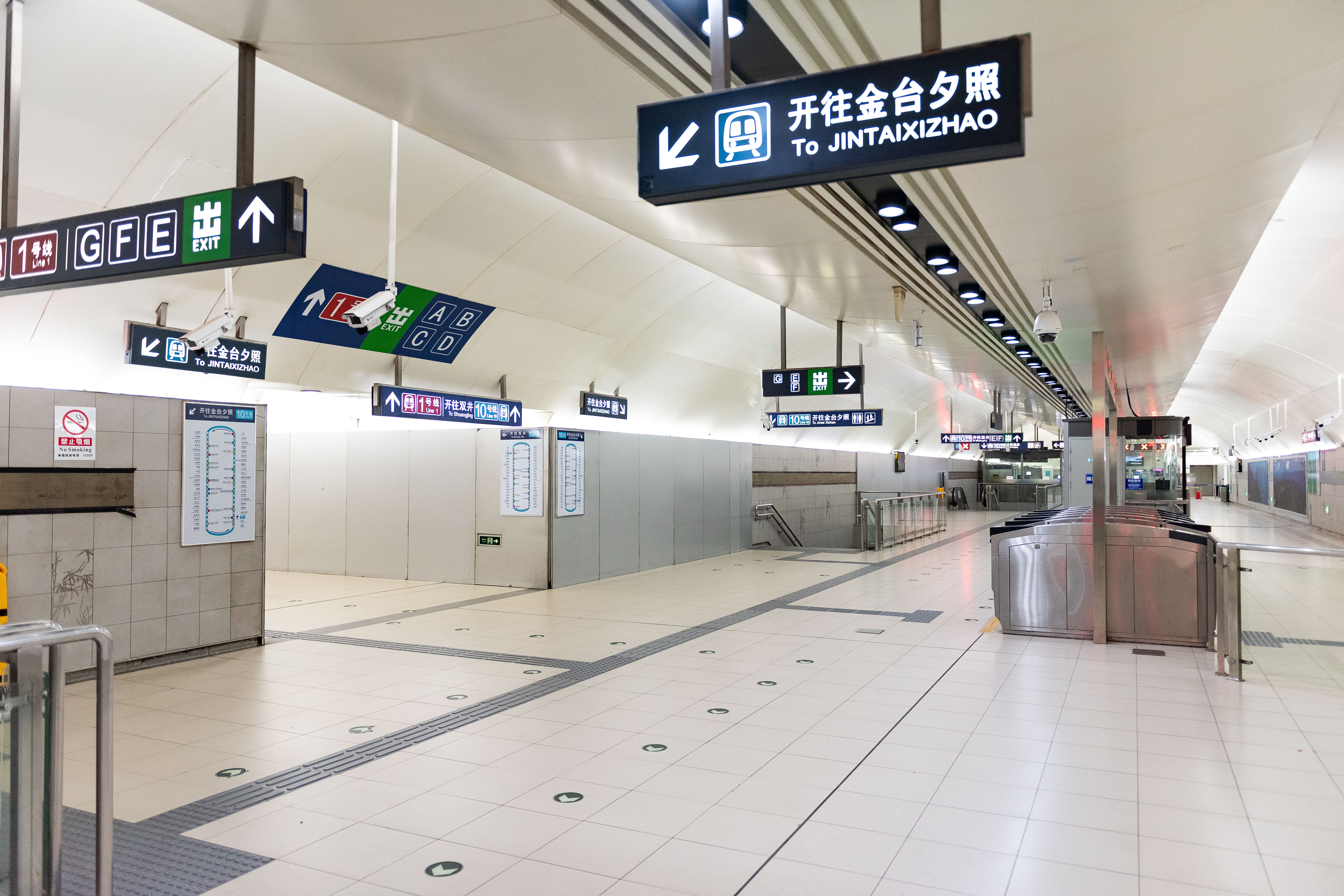
10号线外环方向站厅 （2021年5月摄）
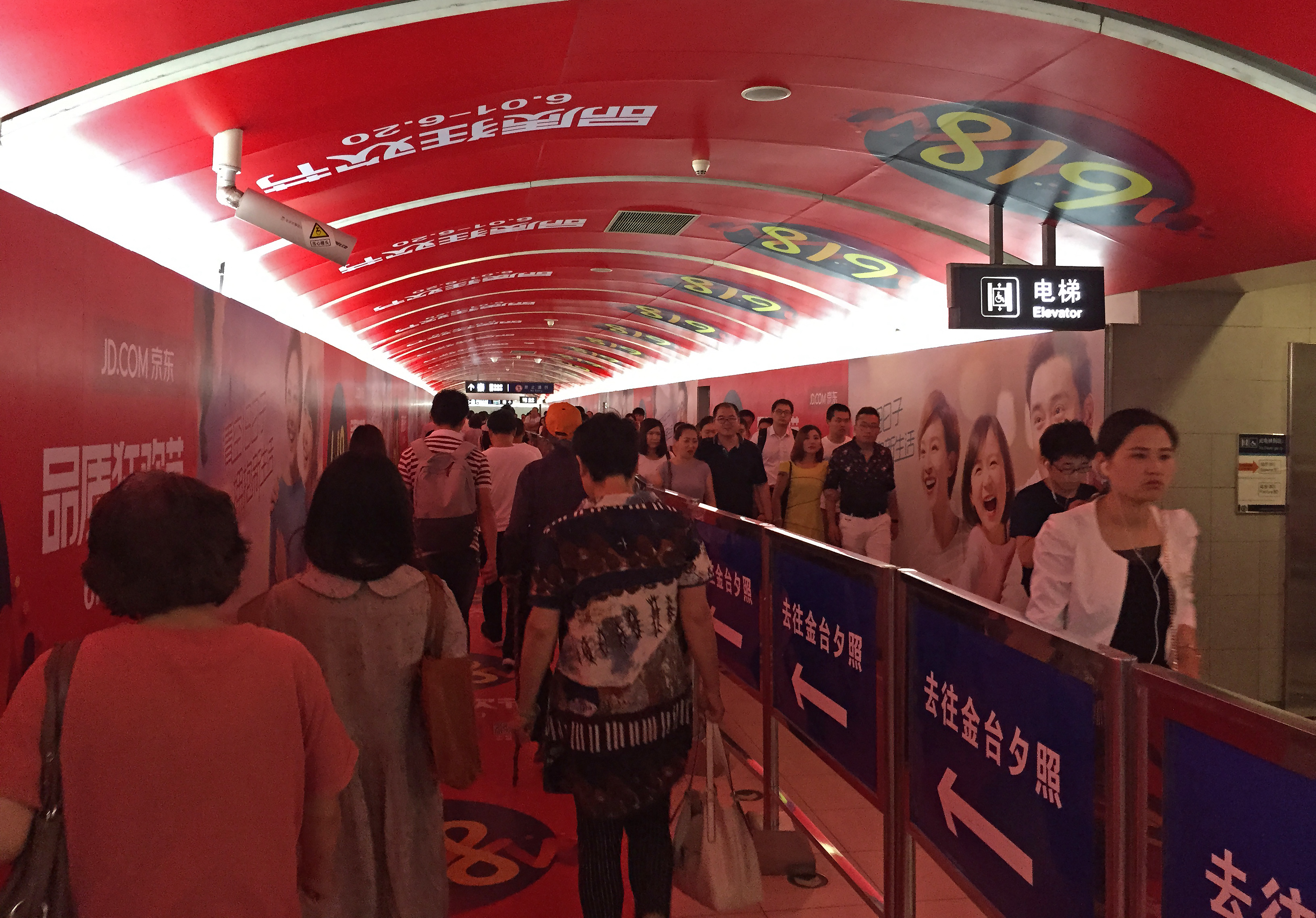
10号线站厅付费区内的连接通道 （2016年5月摄）

### 站台

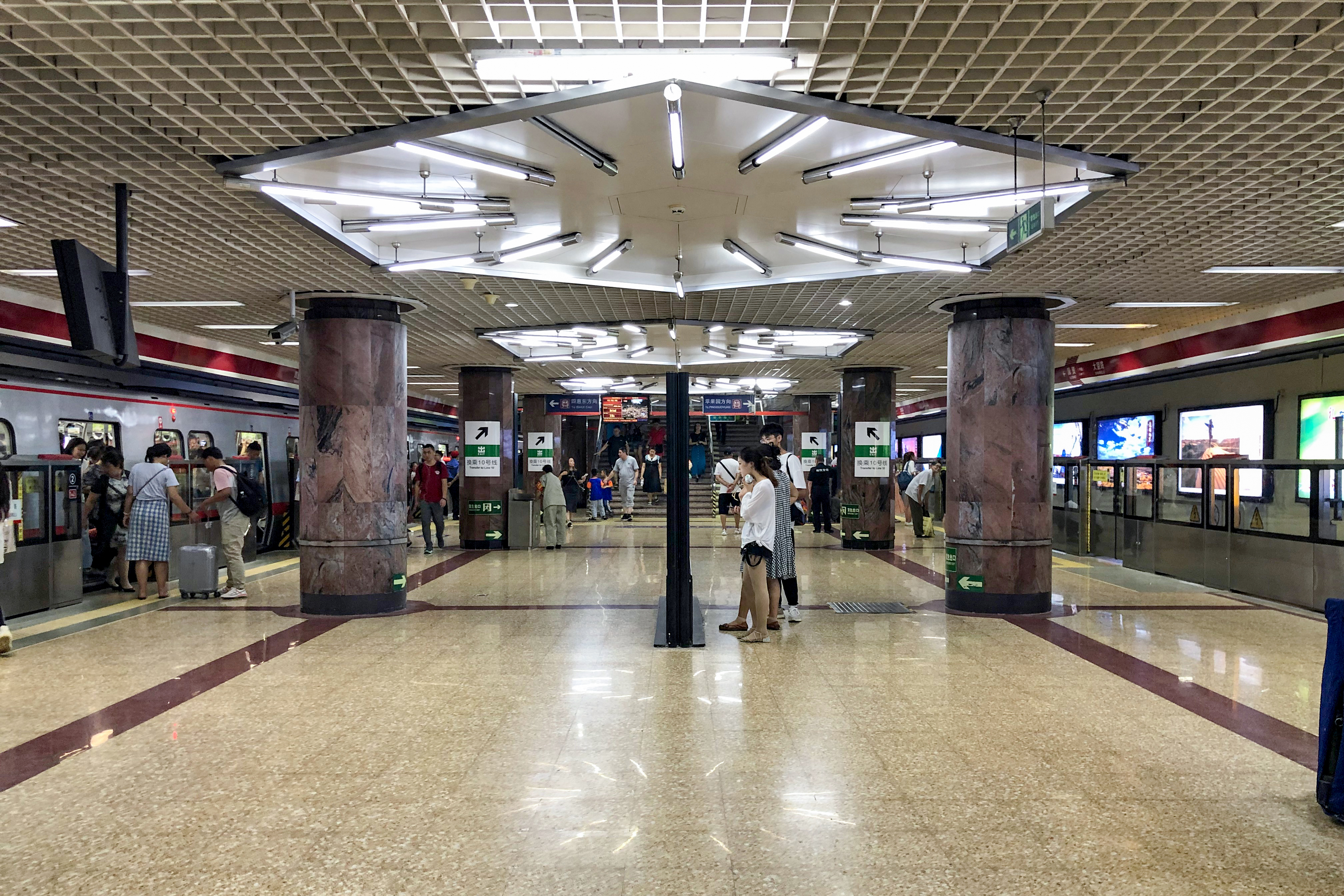
1号线站台 （2019年7月摄）
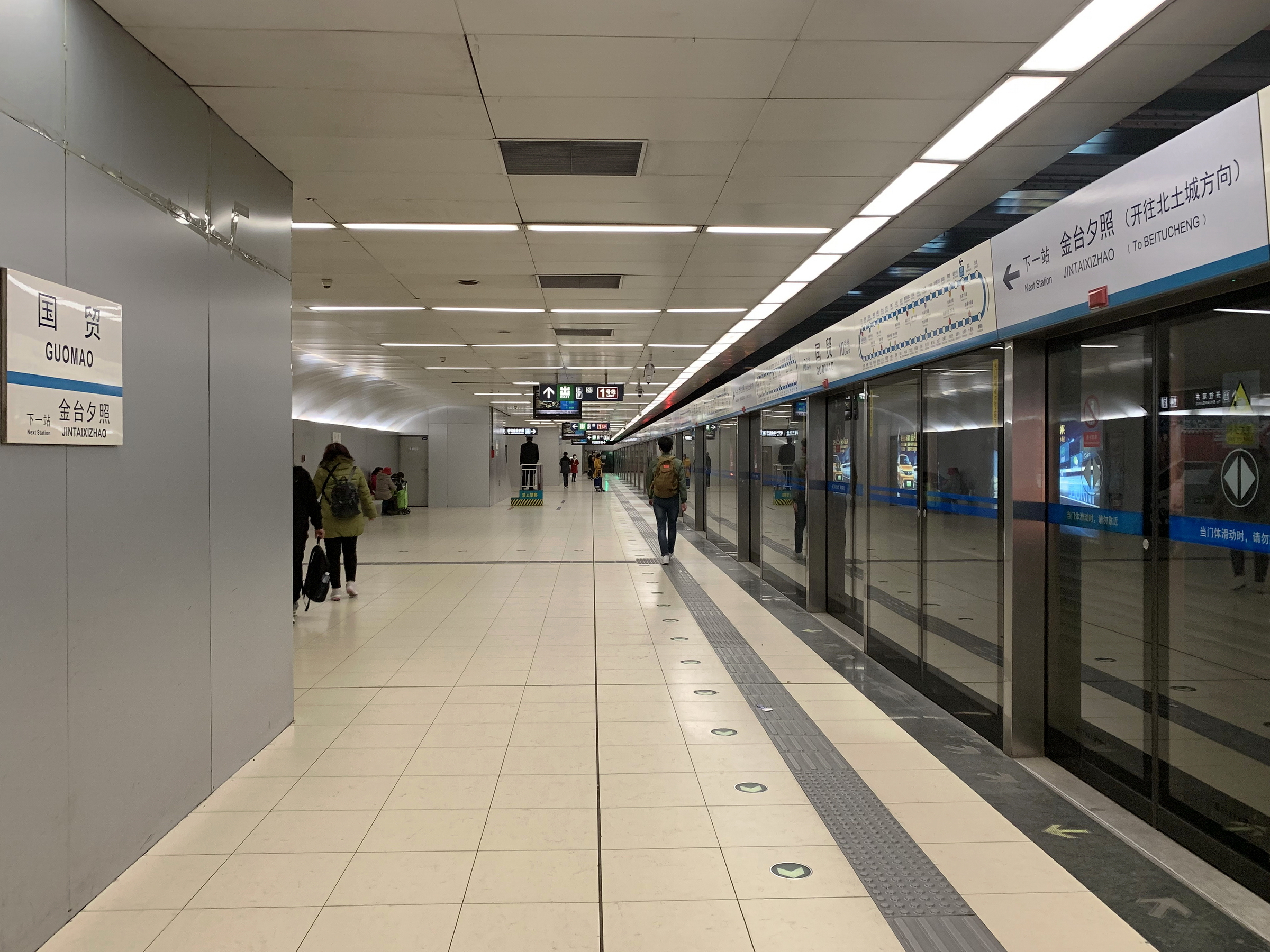
10号线外环方向站台 （2018年11月摄）

国贸站1号线站台位于建国门外大街地底，为岛式站台，通过4组楼梯连接站厅层，站台半高屏蔽门于2017年7月9日启用。10号线站台位于东三环中路地底，属于分离式站台，在10号线开通时即设有全高屏蔽门。西洞室为内环方向站台，东洞室为外环方向站台，洞室间设有南北两条联络通道，其中南联络通道内设有通往站厅的直梯。1号线月台西端设有一条渡线。

## 出入口
国贸站有8个出入口，其中10号线E1口与1号线B口相距较近。A口及E口均与国贸商城地下一层相连，C口与银泰中心及下穿东三环辅路的地下通道相连，并在国贸桥南偏西处设2号口连接大北窑南公交场站，国贸桥东南角设3号口。D口亦有通道连接银泰中心。
|                             |                      |                                                                   |      |            |
|                             |                      |                                                                   |      |            |
| 编号                        | 指示                 | 建议前往的目的地                                                  | 照片 | 无障碍设施 |
| 连通 1号线站厅              |                      |                                                                   |      |            |
| 出口 · A                    | 建国门外大街（北侧） | 中国国际贸易中心、中海广场                                        |      | 不適用     |
| 出口 · B                    | 建国门外大街（北侧） | 中国国际贸易中心、万达广场                                        |      | 不適用     |
| 出口 · C                    | 建国门外大街（南侧） | 建外SOHO、北京银泰中心、北京二十二院街艺术区                      |      | 不適用     |
| 出口 · D · 轮椅升降台标志   | 建国门外大街（南侧） | 中环世贸中心、北京日本文化中心、北京银泰中心、北京IFC大厦、SK大厦 |      |            |
| 连通 10号线站厅             |                      |                                                                   |      |            |
| 出口 · E · 1 · 升降机标志   |                      | 光华东里、中国国际贸易中心                                        |      |            |
| 出口 · E · 2 · 升降机标志   |                      | 国际公寓、国贸西楼                                                |      |            |
| 出口 · F                    |                      | 北京核仪器厂、中服大厦                                            |      | 不適用     |
| 出口 · G                    | 建国路（北侧）       | 中基新东方写字楼、万达广场                                        |      | 不適用     |
| 註： 設有 \| 設有輪椅升降台 |                      |                                                                   |      |            |

## 利用情况
如同站名所述，国贸站是北京商务中心区的核心地段，中国国际贸易中心位于其西北侧，因此全天都人流如织，特别是工作日早晚高峰，各方向列车在到达国贸时车内都拥挤不堪，在本站乘降和换乘的客流更是让车站客流压力百上加斤，地铁方面亦经常因此需要在本站实施客流控制，以维持运营秩序。
2024年3月，国贸站日均进站量6.1万人次，出站量6.4万人次，进出站量均排名全网第三。

## 争议及未来发展
10号线设计时，国贸站共有三个方案，推荐方案位于东三环路和建国路交叉路口下（跨建国路），站中心里程为DK21+785，单跨双层（下穿既有1号线区间段为局部单层）两洞分离岛式车站，车站全长207.8m，与1号线车站成T型交叉，并设有两条换乘通道，分别连接1号线站厅南北两侧。该方案换乘通行能力强，并且在国贸桥四角均设有出入口，乘客进出较为便利；然而由于造价较高，最终采用了位于路口北侧的方案三。方案三由于站位限制，换乘通道被减为1条；国贸桥西南角无法设置出入口（只有1号线C出口），不便乘客进出车站。而最终实施方案又有所缩水，换乘通道倾斜角增大以缩短距离，而路口东南角的出口亦被取消（现时只能使用连接C出口的地下通道）。换乘通道宽度为8.5米，单向只有4米，使得高峰期拥挤不堪；且因为两线存在6.4米的高差，人流时常堵在楼扶梯口，造成安全隐患。
国贸站换乘改造第一次在2013年初提出，正逢国贸展厅改造。方案是拓宽并兴建多条通道，并在地下建设面积约为5300平方米的换乘厅，顶部开设天窗，将自然光引入地下，提高舒适性，C出口改造后也将接入中庭，并与国贸商城地下联通。此方案需要利用既有通道的空间，所以会先在现有通道的外侧兴建临时通道。尽管换乘舒适性大幅提高，但由于原本的斜线被拉成直角，换乘距离有所变长。换乘大厅主体随国贸改造一并施工，但通道一直没有落实。2018年再度提出，方案与2013年基本相同，先是计划在2019年底建成，但很快被推迟到2021年。
2022年，国贸站换乘改造在《2022年北京市交通综合治理行动计划》中再度被提及，并顺利开工。2023年8月14日，3#通道分部工程结构验收。换乘大厅预计于2025年年中启用，同时率先开通一条通道通行，剩余的通道部分涉及既有通道，因此需要将现有换乘通道封闭改造后才能进一步施工。
规划中的北京地铁R1线也将经过本站，根据CBD地下空间规划，R1线车站将会设置在国贸桥东北角的CBD核心区，建国路北侧，惟R1线没有明确的建设时间表。